# Almodí de Xàtiva
El Museu Municipal de l'Almodí de Xàtiva és el principal museu de la ciutat i un dels més destacats del País Valencià. Es troba al carrer Corretgeria, al centre de la ciutat antiga. Es tracta d'un edifici d'estil gòtic construït entre 1530 i 1548. Actualment el museu ocupa dos edificis, l'Almodí i l'antic Pes Reial.

## Almodí
L'Almodí pròpiament dit, és un edifici renaixentista, construït per acord dels jurats entre 1545 i 1548, pel picapedrer Joan de Ribera. Aquest nou almodí substituïa l'anterior, concedit per Jaume el Just el 1327. Té una planta trapezoïdal, amb una façana encara gòtica de portada de mig punt amb dovelles allargades, i a sobre se situen tres escuts del Regne i una inscripció commemorativa de l'acabament de l'edifici. L'interior està format per un pati claustral renaixentista de columnes jòniques, amb tres arcs de mig punt als costats majors i un en els menors. La planta baixa estava destinada a les transaccions de blat i la superior com a magatzem, funció que es va mantindre fins a principis del segle xx.

## Pes Reial
L'antic Pes Reial, situat al costat de l'Almodí, també fou destinat a aquesta funció. Fou modificat el 1754 per l'arquitecte Fra Albert Pina per a la seua transformació en la Llotja de la Farina i Pes del Carbó. El 1818 l'edifici va tornar a ser reformat segons els plànols de Juan Bautista de la Corte, perquè servira de Duana de Mercaderies. Una vegada més, i després d'haver sigut utilitzat com a escoles, el 1928 el Banc d'Espanya el compra per a la seua seu. Aquesta entitat li encarrega a Luis Menéndez Pidal la seua reforma, resultat d'aquesta és el recreixement d'un tercer pis i el seu caràcter eclèctic o purista allunyat de les tipologies autòctones. Conserva la portada neoclàssica amb l'escut de la ciutat.

## Història

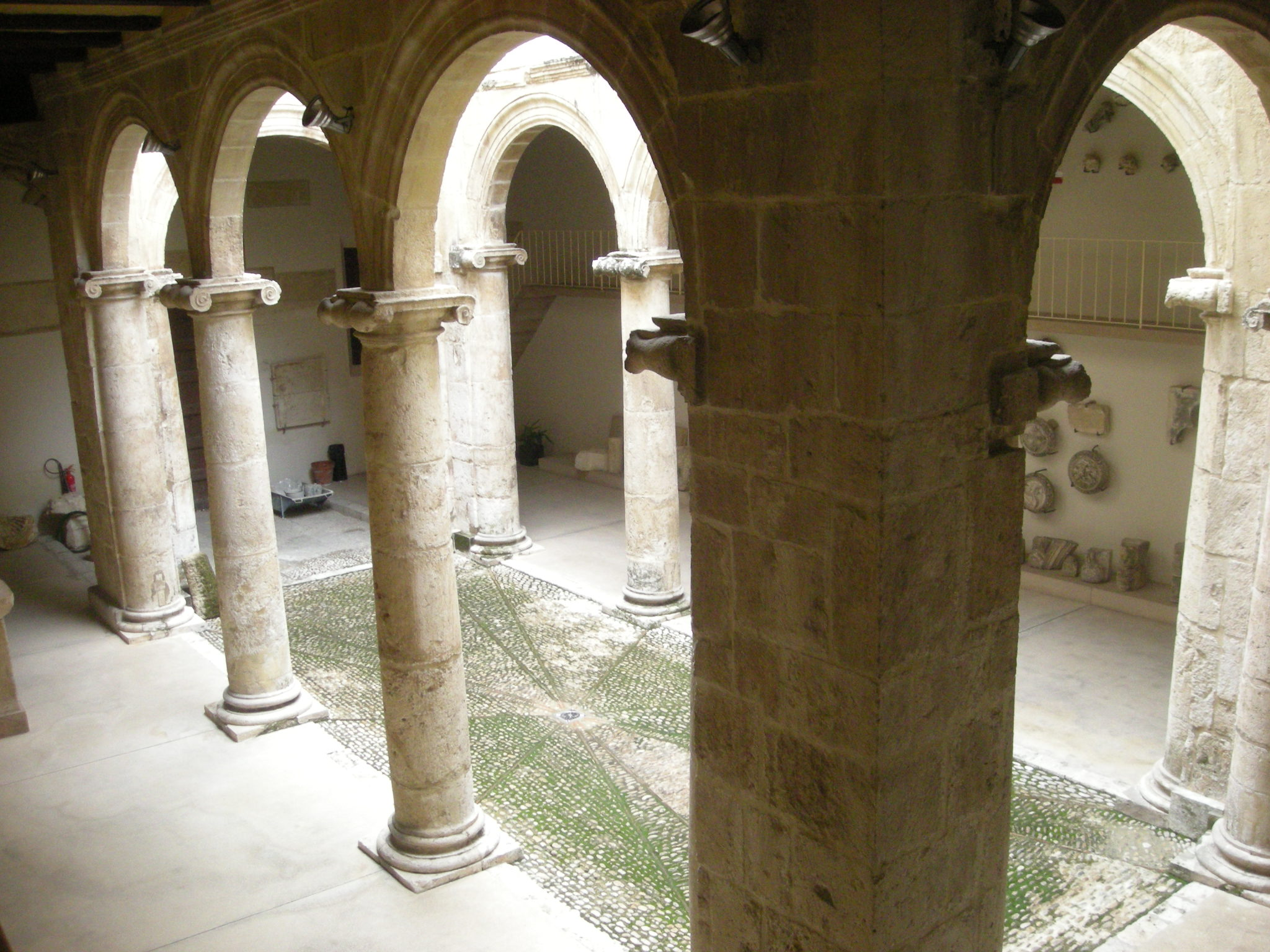
Pati de l'Almodí

El Museu de l'Almodí va ser creat per l'Ajuntament l'any 1917 i reconegut dos anys més tard per l'Estat mitjançant un reial decret que el conceptuava d'utilitat pública. Posteriorment, el 1962, les seues col·leccions van ser declarades Béns d'Interés Cultural.
Els fons fundacionals del nou museu van quedar constituïts pels objectes arqueològics existents a la Casa de la Ciutat, quadres i els mobles antics arreplegats en diversos edificis municipals i restes dels edificis que s'enderrocaven.
A poc a poc les col·leccions anaren ampliant-se, gràcies a la intervenció d'Elies Tormo, que en aquella època era ministre d'Instrucció Pública, van ser adquirits el retaule de la Transfiguració i la taula de Sant Nicolau i Sant Dionís, i en l'any 1924 el mateix Tormo va firmar el dipòsit de tres llenços de Ribera. També Attilio Bruschetti, va fer diverses donacions i va costejar les obres de condicionament. Els anys què Carlos Sarthou va estar a càrrec del museu (els anys quaranta sobretot) destaquen per l'ampliació de la col·lecció.
Posteriorment, el museu va patir una llarga decadència, de la qual va eixir el 1986, arran de la restauració i ampliació de les seues instal·lacions, dissenyada per Giorgio Grassi i Manuel Portaceli.
En els últims anys les seues col·leccions s'han incrementat considerablement gràcies a donatius, adquisicions i dipòsits, així com a l'ús del Servei d'Arqueologia.

## Col·leccions
Al Museu hi ha dues seccions:

### Secció arqueològica
De les peces destacables està un cap masculí d'època ibèrica del segle iv aC i objectes de ceràmica; d'època romana, inscripcions funeràries i fragments d'escultures de marbre dels segles ii-iii. Hi ha també restes de la catedral visigòtica de Sant Feliu.
Però l'apartat més nombrós és l'islàmic, del qual cal destacar la famosa Pica del segle xi de marbre de Buixcarró, amb escenes figuratives; els arcs d'un bany àrab, els arcs i el teginat del palau de Pinohermoso, construït en l'època almohade, dues làpides funeràries, i atuells, ceràmiques de diverses tipologies i tècniques.
El museu posseeix també una bona col·lecció numismàtica amb exemplars ibèrics, romans i medievals, joguets islàmics i fragments d'objectes d'ús quotidià apareguts en les excavacions.

### Secció de Belles Arts

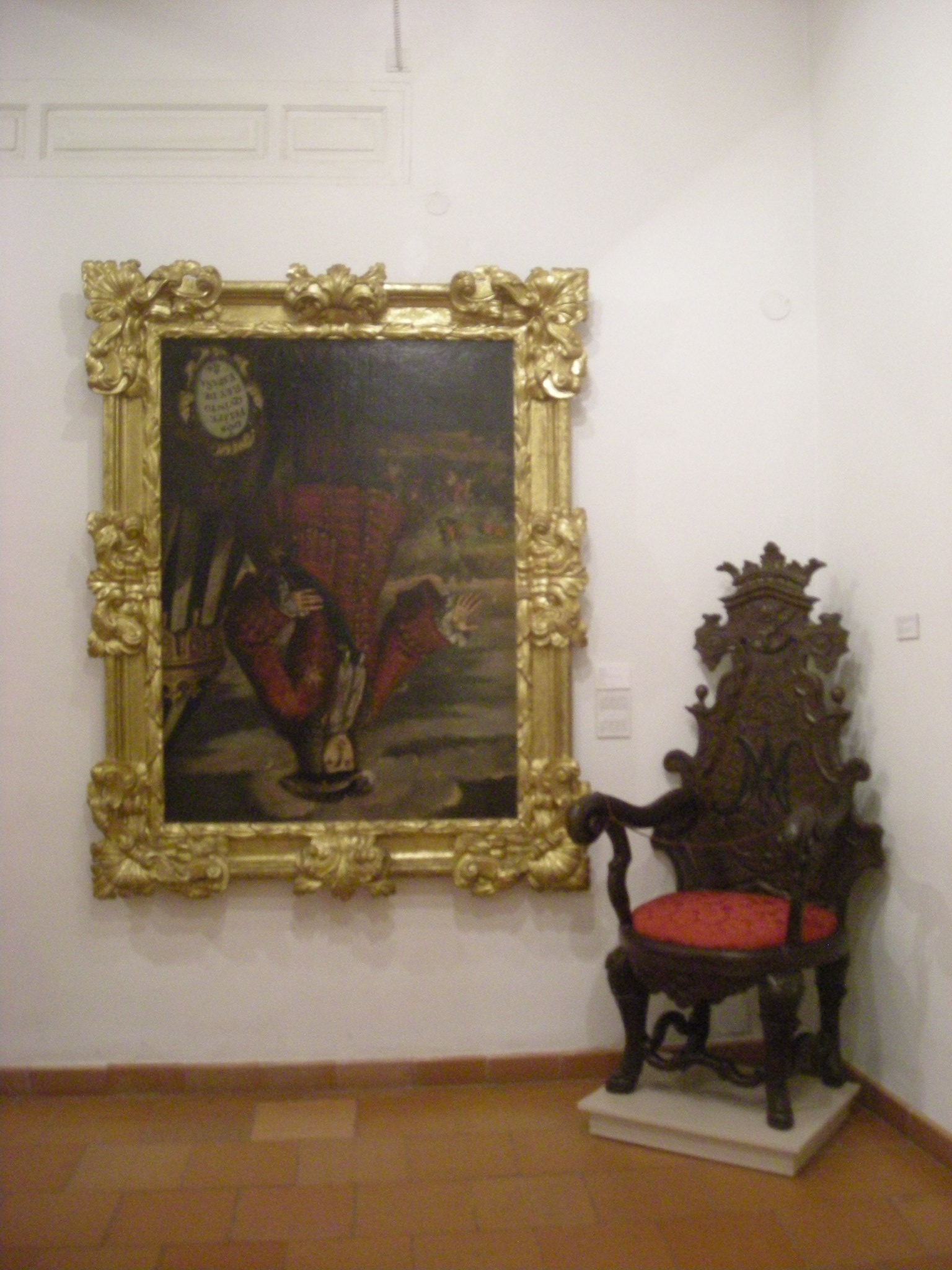
Felip V cap per avall

Aquesta secció va ser traslladada al 2015 a l'actual Museu de Belles Arts de Xàtiva - Casa de l'Ensenyança, on ha pogut ampliar el seu espai expositiu.
L'apartat de pintura comença amb el retaule de la Transfiguració i la taula de Sant Nicolau i Sant Dionís. Prou més tardanes són tres taules de Cristóbal Llorenç. El segle xvii està representat per tres obres de Josep de Ribera, l'Espanyoleto, natural de Xàtiva, i per un magnífic dipòsit del Museu del Prado compost per pintura espanyola, italiana, francesa i flamenca. Destaquen originals de Luca Giordano, Carducho, Orrente, Palomino i Mazo, així com obres de l'escola o taller de Rubens, Rembrandt, Teniers, Brueghel, Bartolomé Esteban Murillo, Diego Velázquez, Ribera i Carreño. Altres obres importants són: El retrat de Felip V, famós per estar penjat cap per avall per ser el monarca que va decretar l'incendi de la ciutat, així com el de Ferran VII realitzat per Vicente López.
També, alguns dels Capritxos i Disbarats de Goya i obres originals de Benlliure, Rusiñol, Pérez Contel i d'altres artistes contemporanis. Pel que fa a l'escultura, menys nombrosa, destaca la Creu del camí de València (segle xiv), les restes de la capella del papa Calixt III d'estil gòtic flamíger, i una imatge jacent de l'Assumpta de 1769, d'estil rococó.
Quant a les arts sumptuàries, el museu exposa dos còdexs miniats renaixentistes, mobles barrocs i rococó, orfebreria, teixits, brodats i panells ceràmics dels segles xviii i xix.

#### Retrat de Felip V
En el museu de Belles Arts s'exposa cap per avall un retrat del rei Felip V. Aquest retrat es va col·locar així per iniciativa de Carles Sarthou Carreres, qui va dirigir el museu fins a 1961. Sarthou va dir que fins que un membre de la família real no es disculpara per les tres vegades que el seu antecessor Felip V havia manat cremar la ciutat, el retrat es quedaria cap per avall.